# 川口由梨香
川口由梨香（日语：川口由梨香／かわぐち ゆりか）是NHK的播音员。

## 人物
庆应义塾大学毕业后于2019年加入NHK。初任地是2019年6月从长野放送局开始任职。2023年起东京主播室。

## 口味和轶事
- 大学期间，他参加由富士电视台主办的富士电视台播音培训班[2]。